# Jacques-Hyacinthe Chevalier
Jacques-Marie-Hyacinthe Chevalier est un sculpteur français né le 7 avril 1825 à Saint-Bonnet-le-Château et mort à Louveciennes le 30 septembre 1895.

## Biographie
Jacques-Hyacinthe Chevalier est né à Saint-Bonnet-le-Château (Loire), le 7 avril 1825. Il devient l'élève d'Armand Toussaint et entre à l'École des Beaux-Arts, le 7 avril 1847. Il expose pour la première fois en 1852. À compter de cette date, il produit de nombreuses sculptures dont beaucoup lui sont commandées par l'État et par la Ville de Paris. Il a travaillé pour la mairie du XIVe arrondissement, le théâtre du Châtelet, le lycée Saint-Louis, l'église de Vincennes, le tribunal de Commerce, le palais des Tuileries, le théâtre du Vaudeville, l'Opéra, le Théâtre de la Porte-Saint-Martin, le palais du Trocadéro et l'Hôtel de Ville de Paris. Le Musée de Clermont-Ferrand possède de lui une statue en marbre, et le Musée de Lisieux un groupe en plâtre. On lui doit aussi le monument funéraire de l'organiste Lefébure-Wéli, au cimetière du Père-Lachaise. Il a remporté une mention honorable à l'Exposition universelle de 1889. Il est mort à Louveciennes le 30 septembre 1895.

## Œuvres
- Jason offrant un sacrifice à Cybèle. Esquisse en bas-relief (année 1851). Salle des grands prix de sculpture, à l'École des Beaux-Arts.
- M. E. R..., peintre. Buste en plâtre. Salon de 1852 (n° 1331).
- Anacréon réchauffant l'Amour. Bas-relief en plâtre. Salon de 1853 (n° 1271).
- Marilhat. Buste en plâtre. Salon de 1853 (n° 1272).
- L'abbé Eugène Mouton, aumônier de la marine, décédé en 1862. Médaillon en bronze. Diam. 0m30. Signé et daté de 1855. Cimetière du Père-Lachaise.
- La Naissance, la Conscription, le Mariage, la Mort. Statues en pierre (année 1859). H. 2m 20. Façade de la mairie du XIVe arrondissement, à Paris. Ces statues, payées 7.000 francs les quatre, ont été exécutées à la suite d'un concours ouvert par la commune de Montrouge.
- La jeune mère. Groupe en marbre. Salon de 1859 (n° 3139).

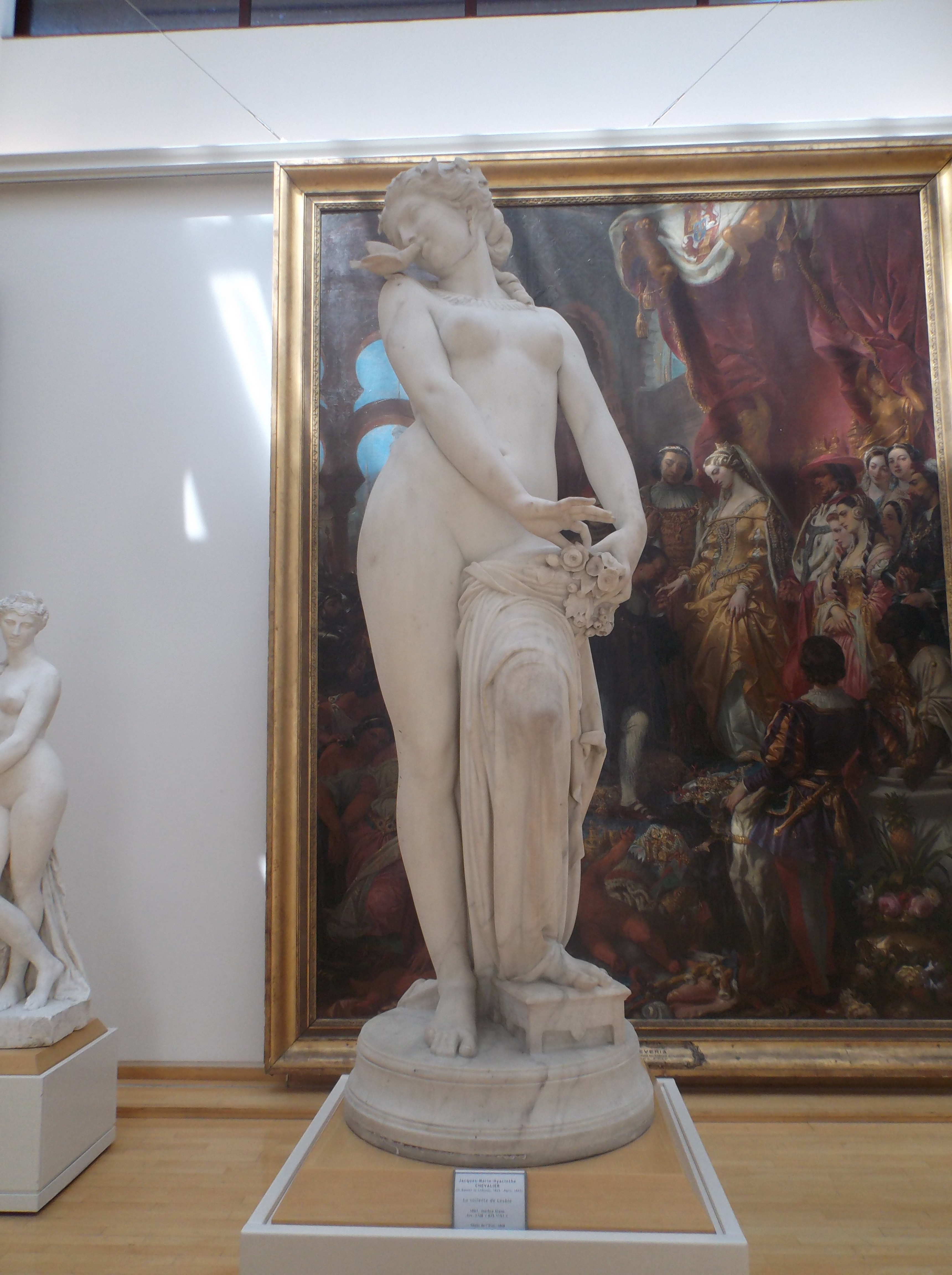
La Toilette de Lesbie, 1861, Clermont-Ferrand, musée d'art Roger-Quillot.

- La toilette de Lesbie. Statue en marbre. H. 1 m75. Salon de 1861 (n° 3229) et Exposition universelle de 1867 (groupe I, classe 3, n° 39). Musée de Clermont-Ferrand. Envoi de l'État, en 1868.
- Mlle X..., de l'Opéra. Buste en marbre. Salon de 1861 (n° 3230).
- Homère. Statue en plâtre. Salon de 1863 (n° 2298).
- La Musique. Statue en pierre (année 1863). H. 2m50. Façade du théâtre du Châtelet, à Paris. Cette statue, commandée par le préfet de la Seine, a été payée 4.500 francs.
- Les Sciences. Bas-relief en pierre (année 1863). Lycée Saint-Louis, à Paris. Ce bas-relief a été commandé par le préfet de la Seine.
- Saint Paul. Statue en pierre. Façade de l'église de Vincennes (Seine). Cette statue a été commandée par décision ministérielle du 25 février 1863, moyennant 3.000 francs dont le solde a été réglé le 29 novembre 1864
- Portrait de Rossini. Médaillon en marbre. Diam. 0m60. Commandé par l'État, le 26 octobre 1864, pour le prix de 1.200 francs qui fut payé le 7 août 18652, Ce médaillon, après avoir figuré à l'ancien Opéra de la rue Le Peletier, a été sauvé de l'incendie et se trouve aujourd'hui dans le cabinet de la direction de l'Opéra. Il a été exposé en bronze au Salon de 1869 (n° 3305).
- La Justice. Statue en pierre. H. 2 m 50. Signée et datée de 1864. Façade du tribunal de Commerce, à Paris, donnant sur le quai Desaix. Cette statue a été payée 4.000 francs par le préfet de la Seine. Le modèle en plâtre a figuré au Salon de 1866 (n° 2689).
- Le Message. Statue en bronze. Salon de 1866 (n° 2688) et Exposition universelle de 1867 (groupe I, classe3, n° 37). Cette statue, acquise 5.500 francs par l'État, le 7 juillet 1866, fut placée au jardin des Plantes. Le modèle en plâtre a figuré au Salon de 1865 (n° 2911).
- Berger. Pêcheur. Statues en pierre (année 1866). Palais des Tuileries.
- La Navigation. — L'Agriculture. Statues en pierre (année 1866). Hôtel de la préfecture, à Marseille.
- La Poésie pleurant sur les ruines de l'art antique. Statue en plâtre. Salon de 1868 (n° 3488) et Exposition universelle de 1878 (n° 1147).
- « Il m'aime un peu, beaucoup... » Statue en plâtre. Salon de 1869 (n° 3304).
- Le génie de la Comédie. Groupe en pierre (année 1869). H . 2 m 30. L. 2 .
- Fronton de la façade du théâtre du Vaudeville, à Paris. Ce groupe, commandé par le préfet de la Seine, a été payé 8.000 francs.
- Le docteur Martin-Magron, décédé en 1870. Médaillon en bronze. Diam. 0m 35. Signé. Cimetière Montparnasse.
- Les Martyrs. Groupe en plâtre. Il. 2 m 35. L. 0 m 85. Signé et daté de 1872. Musée de Lisieux. Envoi de l'Etat, en 1879. Ce groupe a figuré au Salon de 1872 (n° 1605) et a été acquis, la même année, par arrêté ministériel du 11 juin, moyennant 4.500 francs.
- Monument de Louis-James-Alfred Lefébure-Wéli (1817-1869), organiste et compositeur. Ce monument est orné du buste en marbre du défunt et d'un bas-relief, également en marbre, représentant la Musique ; ce dernier est signé et daté de 1873. Cimetière du Père-Lachaise.
- Portrait de Mlle... Buste en plâtre. Salon de 1875 (no 2953).
- La Peinture en bâtiments. Statue en plâtre (année 1875). H. 1 m30. Avant-foyer de l'Opéra.

- La Fumisterie. Statue en plâtre (année 1875). II. 1 m 30. Avant-foyer de l'Opéra.

- Cariatides, fronton, têtes et masques. Pierre (année 1875). Façade du théâtre de la Porte-Saint-Martin.

- Le Drame. La Comédie. Cariatides d'avant-scène, à l'intérieur du même théâtre.

- L'enfance de Bacchus. Groupe en plâtre. Salon de 1876 (n° 3143).
- Mlle... Buste en plâtre. Salon de 1877 (no 3655).
- La Chimie. Statue en pierre. Palais du Trocadéro. Le modèle en plâtre, demi-grandeur d'exécution, a figuré au Salon de 1878 (n° 4126).
- Idylle. Statue en marbre. Salon de 1878 (n° 4127).
- Juvénal. Statue en plâtre. Salon de 1879 (n° 4890).
- Les Souvenirs (élégie). Statue en plâtre. Salon de 1881 (n° 3734).
- Auber. Médaillon en plâtre Salon de 1882 (n° 4217).
- Louise Lerendu, décédée en 1882, à l'âge de 13 ans. Demi-ronde bosse en marbre. Diam. 0 m 45. Cimetière du Père-Lachaise.

- Eugène Sue. (1804-1857). Statue en pierre (année 1882). II. 2m 10. Façade de l'Hôtel de Ville de Paris, donnant sur la rué de Rivoli.

- La Nuit. Modèle moitié grandeur d'exécution. Salon de 1883 (n° 3462).
- La Douleur. Statue en plâtre. Salon de 1886 (n3 3662).
- La Prière. Statue en plâtre. Salon de 1886 (n° 3663).
- Le Sommeil. Groupe en plâtre. Salon de 1887 (n° 3773) et Exposition universelle de 1889 (n° 1749). Ce groupe, à cette dernière Exposition, fut récompensé par une mention honorable.
- La Rédemption. Bas-relief en marbre. Salon de 1889 (n° 4176).
- Idylle. Statue en bronze. Salon de 1895 (n° 2969).